# HAT-P-1b

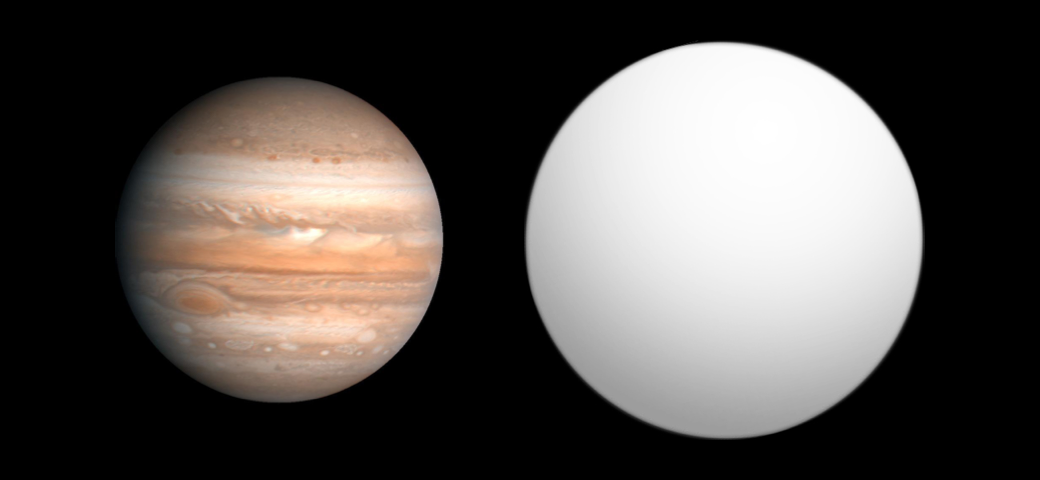
Comparação de tamanho de HAT-P-1b com Júpiter.

HAT-P-1b é um planeta extrassolar que orbita em torno de HAT-P-1, uma estrela semelhante ao Sol, também conhecida como ADS 16402 B. HAT-P-1 é o componente mais fraco do sistema estelar binário ADS 16402. Ele está localizado a cerca de 453 anos-luz de distância a partir da Terra, na constelação de Lacerta. HAT-P-1b está entre os exoplanetas menos densos dos conhecidos. Se fosse colocado na água poderia flutuar, pois sua densidade é equivalente a um quarto da densidade da água. 

## Descoberta
HAT-P-1b foi detectado através da procura de trânsitos astronômicos por planetas em órbita da sua estrela hospedeira. À medida que o planeta passa em frente da sua estrela-mãe (como visto da Terra), ele bloqueia uma pequena quantidade da luz que nos chega da estrela. HAT-P-1b foi detectado pela primeira vez por um bloqueio de 0,6% da luz da estrela. Isto permitiu a determinação do raio do planeta e do seu período orbital. A descoberta foi feita pelo Projeto HATNet usando os telescópios localizados no Arizona e Havaí e sua descoberta foi anunciada em 14 de setembro de 2006.

## Características e informações
Como evidenciado por sua alta massa e raio planetário, HAT-P-1b é um gigante gasoso, provavelmente composto principalmente de hidrogênio e hélio. O planeta teria, assim, a superfície não bem definida. As teorias atuais preveem que planetas como esse se formaram nas regiões exteriores de seus sistemas solares e migraram para dentro para suas órbitas atuais.
HAT-P-1b é significativamente maior do que o previsto por modelos teóricos. Isto pode indicar a presença de uma fonte adicional de calor dentro do planeta. Um possível candidato é o aquecimento por marés devido a uma órbita excêntrica, uma possibilidade que não foi descartada a partir das medições disponíveis. No entanto, um outro planeta com um raio inflado de forma significativo, HD 209458 b, está em uma órbita circular.